# Palermo Football Club 1924-1925
Questa voce raccoglie le informazioni riguardanti il Palermo Football Club (Palermo FC) nelle competizioni ufficiali della stagione 1924-1925. La società assume questa denominazione dopo la fusione con lo Sport Club Libertas Palermo dell'anno precedente.

## Stagione
In questa stagione in Prima Divisione, la quarta della sua storia, il Palermo perde entrambi i confronti contro la Messinese nella sezione siciliana, venendo eliminato dalla competizione. Il match di andata a Palermo termina sul punteggio di 1-1, quindi con un pareggio, con il risultato che è poi mutato in un 0-2 a tavolino, a sfavore, per delibera della Lega Sud: gli avversari avevano segnalato la posizione irregolare dello schierato giocatore rosanero Giovanni Frangipane. La gara di ritorno a Messina finisce 1-0 per la squadra locale.

## Rosa
| N. |                   | Ruolo | Calciatore          |
| -- | ----------------- | ----- | ------------------- |
|    | Italia (bandiera) | P     | De Lucia            |
|    | Italia (bandiera) | P     | Anania              |
|    | Italia (bandiera) | D     | Mineo               |
|    | Italia (bandiera) | D     | Ferro               |
|    | Italia (bandiera) | D     | Giuseppe Pirandello |
|    | Italia (bandiera) | C     | Nuvolari            |
|    | Italia (bandiera) | C     | Urso                |
|    | Italia (bandiera) | C     | Severino            |
|    | Italia (bandiera) | C     | Quartana            |
|    | Italia (bandiera) | C     | Sichera             |

| N. |                   | Ruolo | Calciatore          |
| -- | ----------------- | ----- | ------------------- |
|    | Italia (bandiera) | C     | Aliotta             |
|    | Italia (bandiera) | C     | Giovanni Frangipane |
|    | Italia (bandiera) | C     | Tom Kovary          |
|    | Italia (bandiera) | A     | Gorgone             |
|    | Italia (bandiera) | A     | Ermenegildo Negri   |
|    | Italia (bandiera) | A     | Turk                |
|    | Italia (bandiera) | A     | Carollo             |
|    | Italia (bandiera) | A     | Maddalena           |
|    | Italia (bandiera) |       | Casini              |

## Risultati

### Prima Divisione

#### Sezione siciliana
| Arbitro: | Del Pezzo (Napoli) |

|               |           |                     |
| Frangipane 1’ | Marcatori | 20’ (aut.) De Lucia |

| Arbitro: | Argento (Napoli) |

|               |           |  |
| Stracuzzi 48’ | Marcatori |  |

## Statistiche

### Statistiche di squadra
| Competizione                        | Punti | In casa | In casa | In casa | In casa | In casa | In casa | In trasferta | In trasferta | In trasferta | In trasferta | In trasferta | In trasferta | Totale | Totale | Totale | Totale | Totale | Totale | DR |
| Competizione                        | Punti | G       | V       | N       | P       | Gf      | Gs      | G            | V            | N            | P            | Gf           | Gs           | G      | V      | N      | P      | Gf     | Gs     | DR |
| ----------------------------------- | ----- | ------- | ------- | ------- | ------- | ------- | ------- | ------------ | ------------ | ------------ | ------------ | ------------ | ------------ | ------ | ------ | ------ | ------ | ------ | ------ | -- |
| Prima Divisione - Sezione siciliana | 0     | 1       | 0       | 0       | 1       | 0       | 2       | 1            | 0            | 0            | 1            | 0            | 1            | 2      | 0      | 0      | 2      | 0      | 3      | −3 |

### Statistiche dei giocatori
| Giocatore     | Prima Divisione | Prima Divisione |
| Giocatore     | Presenze        | Reti            |
| ------------- | --------------- | --------------- |
| Aliotta       | 2               | 0               |
| Anania        | 1               | -1              |
| Carollo       | 2               | 0               |
| Casini        | 2               | 0               |
| De Lucia      | 1               | 0               |
| G. Frangipane | 2               | 0               |
| Gorgone       | 2               | 0               |
| T. Kovary     | 2               | 0               |
| E. Negri      | 2               | 0               |
| Severino      | 2               | 0               |
| Sichera       | 2               | 0               |
| Urso          | 2               | 0               |